# Station Makimuku
Station Makimuku (巻向駅, Makimuku-eki) is een spoorwegstation in de Japanse stad Sakurai. Het wordt aangedaan door de Sakurai-lijn (Manyō-Mahoroba-lijn). Het station heeft één spoor, gelegen aan een enkel zijperron.

## Treindienst

### JR West
| 1 | ■ Sakurai-lijn | richting Sakurai en Takada (zuidwaarts) richting Tenri en Nara (noordwaarts) |

## Geschiedenis
Het station werd in 1955 geopend.

## Stationsomgeving
- Hashihaka-grafheuvel

Nara · Kyōbate · Obitoke · Ichinomoto · Tenri · Nagara · Yanagimoto · Makimuku · Miwa · Sakurai · Kaguyama · Unebi · Kanahashi · Takada